# Désiré Barodet

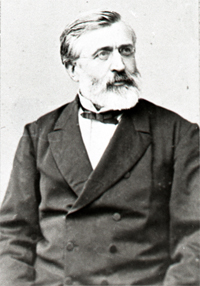
Désiré Barodet.

Claude-Désiré Barodet, född den 27 juli 1823 i Sermesse, Saône-et-Loire, död den 18 april 1906 i Vincelles, Jura, var en fransk politiker.
Barodet var en tid skollärare, men avsattes 1849 på grund av sin radikalism och var sedermera privatlärare, fabriksdisponent och assuransagent i Lyon, där han den 4 september 1870 kraftigt bidrog till republikens utropande och 1871–1873 var mär. Vid ett fyllnadsval i Paris till nationalförsamlingen besegrade han i april 1873, understödd av Gambetta, en representant för den av Thiers omhuldade "konservativa republiken", Charles de Rémusat, och detta radikala val blev en anledning till Thiers störtande den därpå följande 24 maj. Barodet var sedermera ett av staden Paris ombud i deputeradekammaren, där han tillhörde republikanska vänstern och var en av det radikala partiets ledare. År 1896 invaldes han i senaten efter Floquet och slöt sig där till den demokratiska vänstern. Han föll igenom vid senatsvalen 1900 och lämnade då politiken.